# Coselete
Para la armadura, véase Coselete (armadura)
El coselete era, en los ejércitos del siglo XVI y siglo XVII, un grupo de piqueros que estaban protegidos con un tipo de armadura llamada también «coselete», nombre igual al de los hombres que la portaban. Se podría decir que eran los piqueros pesados de los ejércitos de la Edad Moderna durante el siglo XVI e inicios del siglo XVII, pues más tarde, la pica desaparecería de los campos de batalla, debido a la hegemonía de las armas de fuego, en especial el arcabuz y el mosquete.

## El coselete en los tercios
El maestre de campo de los tercios Sancho de Londoño en su obra "Discurso sobre cómo reducir la disciplina militar a mejor y antiguo estado", nos enseña cómo debían ser.
Según Sancho de Londoño, los coseletes debían ser 150 hombres en las compañías de 300 piqueros y eran los soldados que se encontraban en la primera fila de batalla, armados con las picas de 26 palmos (5,42 m de longitud). Pero también eran coseletes un grupo de soldados armados con espada y, en raras ocasiones, de una rodela, que se guarnecían en el interior de los cuadros de picas cuya función era introducirse en las posiciones enemigas creando una cabeza de puente entre el objetivo y la compañía de piqueros.
Sancho de Londoño nos enseña en qué consistía la armadura de los 
coseletes:
- Peto: era la parte delantera de la armadura.
- Espaldares: la parte que defiende la espalda del soldado.
- Escarcelas: era una protección que cubría desde la cintura hasta los muslos.
- Brazales: la parte que defiende los brazos.
- Guardabrazos: la parte que defiende los antebrazos.
- Manoplas: la parte que defiende las manos.
- Celadas: la parte que defiende la cabeza. En el ejército español, el tercio, era común el morrión.

Los brazales y los guardabrazos, debían estar unidos en una sola pieza con el fin de no cansar al soldado que los portase.